# Cindy Crawford (model)
Cynthia Ann (Cindy) Crawford (DeKalb (Illinois), 20 februari 1966) is een Amerikaans topmodel.
Crawford studeerde enige maanden voor scheikundig ingenieur en was in haar studententijd reeds model, maar brak definitief door toen ze de Elite Look of the Year-award in 1982 won. Ze was een van de eerste topmodellen die ook andere lucratieve activiteiten ontplooide. Naast modeshows sloot ze ook langdurige contracten met Omega, Revlon en Pepsi. Begin jaren negentig presenteerde ze een modeprogramma op MTV, House of Style geheten. In 1997 tekende ze een contract met ABC, een van de drie grote tv-stations in de VS. Datzelfde jaar werd ze het uithangbord van Kellogg's Special K cornflakes. Forbes schat dat haar jaarlijks inkomen die jaren rond de tien miljoen euro lag. Haar fortuin zou ongeveer vijftig miljoen euro bedragen.

## Privé
Cindy Crawford huwde op 12 december 1991 met de filmacteur Richard Gere, een huwelijk dat na vier jaar beëindigd werd. Op 29 mei 1998 huwde ze met Rande Gerber. Richard Gere was hierbij als gast aanwezig. Op 2 juli 1999 beviel ze van een zoon, Presley Walker. Naar aanleiding van deze gebeurtenis produceerde ze fitnessvideo's voor jonge moeders. Op 3 september 2001 beviel ze van een dochter, Kaia Jordan.
- Bibsys: 12020567
- Biblioteca Nacional de España: XX883865
- Bibliothèque nationale de France: cb12553924j (data)
- Catàleg d'autoritats de noms i títols de Catalunya: 981058511328306706
- Gemeinsame Normdatei: 115405828
- International Standard Name Identifier: 0000 0000 7827 2998
- Library of Congress Control Number: n92035192
- Nationale Bibliotheek van Letland: 000341854
- MusicBrainz: 4ce7f11e-4aea-4643-be82-0008c88b098e
- Bibliotheek van het Japanse parlement: 00559005
- Nationale Bibliotheek van Tsjechië: xx0041080
- Nationale bibliotheek van Australië: 35167570
- Nationale Bibliotheek van Israël: 987012461858505171
- Nationale Bibliotheek van Polen: a0000001605546
- Nederlandse Thesaurus van Auteursnamen: 109623347
- Système universitaire de documentation: 111367387
- Trove: 849368
- Virtual International Authority File: 19793347
- WorldCat: E39PBJqKfJQ7fYMjHwWVt7dJDq